# Anopheles konderi
Anopheles konderi este o specie de țânțari din genul Anopheles, descrisă de Galvao și Reinaldo G. Damasceno în anul 1942. Conform Catalogue of Life specia Anopheles konderi nu are subspecii cunoscute.